# Sweet Inn
 (janvier 2019).
Sweet Inn est une start-up franco-israélienne fondée en 2014. Présente en Europe et en Israël, elle propose des locations d’appartements courte durée tout en offrant des services hôteliers à destination des touristes et hommes d'affaires. 
En avril 2020 Sweet Inn compte un parc d'environ 660 appartements et emploie 180 salariés.

## Concept
En 2013, constatant que la location d'hébergements de courte durée est en pleine croissance, mais rencontre parfois des problèmes de conformité, de sécurité et de légalité, via les plateformes communautaires comme Airbnb,, Paul Besnainou imagine un concept qui mêle le confort d'un hôtel et la commodité d'une maison,. 
La société démarre son activité en 2014. Sweet Inn aménage ses appartements avec l'aide de designers d'intérieurs, mettant en avant « l'importance de la décoration des lieux, les emplacements très centraux dans des immeubles typiques des villes... ». Les appartements disposent d'un service de conciergerie haut de gamme, Sweet Inn se positionne comme l'équivalent d'un hôtel 4 ou 5 étoiles.

## Historique
Sweet Inn propose ses premiers appartements à Paris, Jérusalem et Tel-Aviv en 2014, puis à Bruxelles, Barcelone, Lisbonne et Rome en 2015. Sweet Inn s'est lancé à Madrid et à Milan en 2017 et à Londres, Dublin, Séville en 2018. La société a pour objectif de s'implanter dans d'autres métropoles européennes, ainsi qu'en Asie en 2019.
Visant au départ une clientèle touristique, Sweet Inn attire de plus en plus d'hommes d'affaires et crée une offre spécifique pour cette catégorie,.
Son application mobile sort en juillet 2017, permettant de réserver un appartement ou encore de commander un service à un concierge.

## Modèle économique
Sweet Inn se positionne sur le secteur des locations de logements courte durée, dominé par les plateformes de mise en relation entre particuliers, mais avec un modèle économique différent. Sweet Inn est locataire de la totalité de ses appartements à travers des baux respectant la législation en vigueur dans chaque pays où elle est implantée. Par exemple, pour être légale à Paris, elle installe ses logements uniquement dans des locaux inscrits comme surfaces commerciales.
Les appartements peuvent être réservés directement sur le site internet de Sweet Inn ou sur des agences de voyages en ligne. En 2017, Sweet Inn réalise 20 % de ses ventes via son site et projette d'atteindre 50 % d'autonomie à terme.
Sweet Inn a réalisé un chiffre d'affaires de 10 millions d'euros en 2016 et prévoit 31 millions d'euros pour 2017. Depuis sa création, son chiffre d'affaires est en augmentation de 100% par an.

## Levée de fonds
En mai 2017, plusieurs investisseurs participent à sa levée de fonds à hauteur de 20 millions d'euros.  
Avec cette levée de fonds, Sweet Inn compte développer de nouveaux outils technologiques dans les domaines du yield management, du big data, des programmes de fidélisation et étendre son parc d'appartements.